# 芝加哥小熊
芝加哥小熊（英語：Chicago Cubs）是一支在伊利诺州芝加哥的美國職棒大聯盟球隊，隸屬國家聯盟中區。於1870年成立，當時是一个独立职业俱乐部。於1871年加入国家联合会。在1876年以创始成员的名義加入国家联盟。
在小熊長達100多年的隊史之中，一直被「山羊魔咒」給困擾著，導致其有108年都無法獲得世界大賽冠軍，故在華語世界裡，小熊又有光緒熊的戲稱（因為在山羊魔咒破除前小熊奪冠已是1908年的事，那年中國還是清朝時期，也是光緒帝在位之時），這也讓小熊一直以來都是大聯盟、乃至整個北美職業運動中最有話題的球隊之一。而「山羊魔咒」也已於2016年隨著小熊奪冠而宣告破除。

## 歷史

### 1870年－1875年：芝加哥白長襪時代

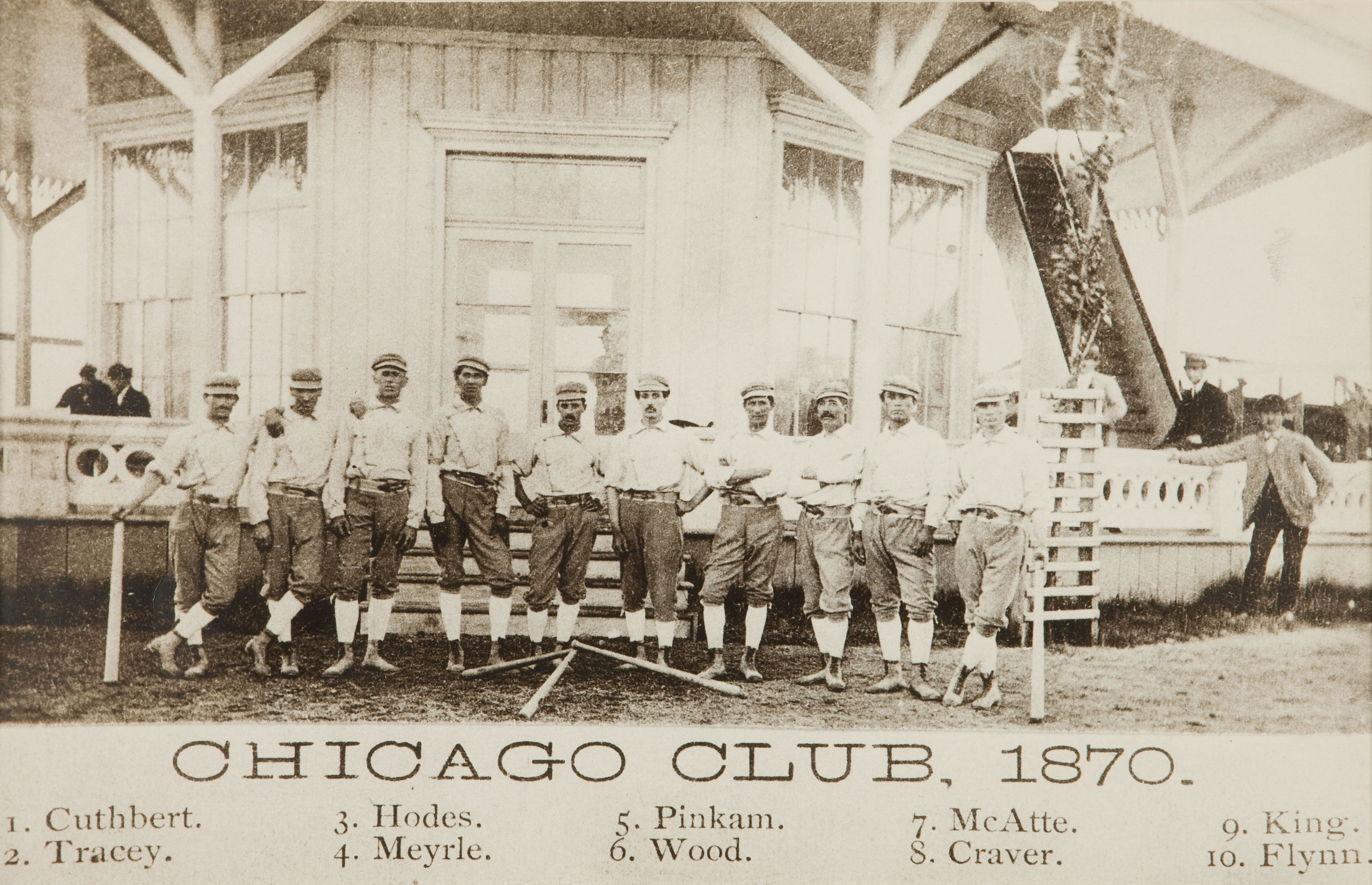
1870年，成軍元年(時名為芝加哥白長襪)。

在1869年，辛辛那提紅長襪是個成功又有名氣的棒球團體，而使當時增加許多小團體。芝加哥棒球俱樂部（Chicago Base Ball Club）成立一個團體芝加哥白長襪（Chicago White Stockings），在1870年4月29日開始他們第一場的公開比賽，以47：1大勝聖路易聯合（St. Louis Unions）。白長襪以芝加哥的西邊建立他們的主場Union Base-Ball Grounds，並加入當時的國家聯盟National Association of Base Ball Players。白長襪在這一年贏得了國家協會的冠軍，但該年卻是該聯盟的最後一年。1871年，白長襪球團的經營者William Hulbert成為國家職業棒球員協會（National Association of Professional Base Ball Players）的創辦人，白長襪也成為了該聯盟的一員。1871年10月8日芝加哥發生大火，燒毀了球場和設備，於球季結束後，白長襪在城市重新建設期間，被迫脫離該聯盟2年，在1874年白長襪重新回到該聯盟。該聯盟的最後2個球季，已經被波士頓紅長襪（Cincinnati Red Stockings）給控制，並且還藏匿了許多優秀的球員，後來該聯盟因為問題叢生，在1876年易手並更名為國家聯盟，而白長襪也成為國家聯盟的一員。

### 1876年－1902年：國家聯盟時代
1876年，芝加哥俱樂部的總經理Hulbert簽下了幾位明星球員，有投手艾爾·斯伯丁、外野手Ross Barnes、Deacon White和Adrian Anson，使白長襪成為當時新聯盟的頂級球隊，該年在斯伯丁贏得47勝及Barnes以0.429的打擊率帶領下，贏得國家聯盟第一年的冠軍，在當時是棒球比賽的最高獎盃。之後白長襪在1880年和1881年接連地贏得冠軍。在Hulbert過世和斯伯丁退休後成立斯伯丁體育用品店後，球隊任命Anson為總經理兼球員，並於1882年贏得球隊的第3個冠軍。之後在1885年和1886年，白長襪連續兩年贏得國聯冠軍，並和當時的美國協會冠軍聖路易褐長襪（St. Louis Brown Stockings）舉行世界大賽，1885年由白長襪獲勝，而1886年則由褐長襪獲勝。總計在Anson的帶領下，在1876年－1886年11年期間，白長襪共獲得6個國聯冠軍，因此，1890年，芝加哥的俱樂部就用一個過渡的名稱芝加哥小馬（Chicago Colts），有時也被稱作Anson的小馬，可見當時Anson在俱樂部裡有很大的影響力。1897年，Anson在這一年完成身涯3000支安打的里程碑，但在隔年離開小馬，而此時芝加哥小馬改名為芝加哥孤兒（Chicago Orphans），在之後的幾個球季被人們所遺忘。1900年美國聯盟成立，並在芝加哥南方以芝加哥孤兒的舊名「白長襪」成立一個新的球隊。

### 1902年－1920年：小熊時代

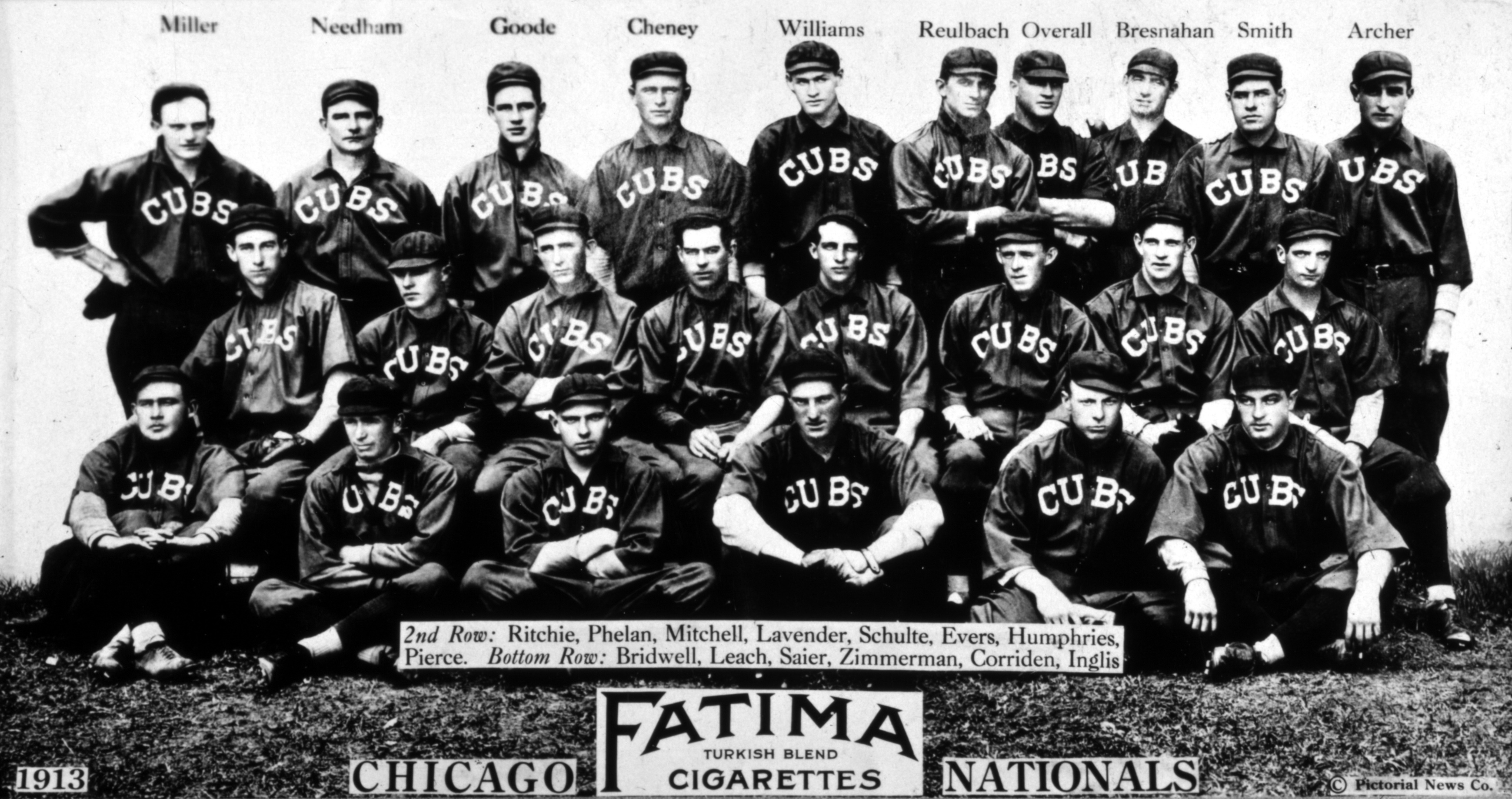
1913年的小熊隊。

1902年，Jim Hart買下孤兒，將隊名改為小熊。在1906年－1910年5年期間，小熊共獲得4個聯盟冠軍和2個世界大賽冠軍，而且在1906年小熊贏得隊史記錄的116勝（0.763的勝率），這一年的世界大賽是由小熊和同城市的芝加哥白襪進行世界大賽，比賽最後是由白襪以4勝2敗獲得世界大賽冠軍，隔年小熊連續2年獲得世界大賽冠軍，這3年的冠軍皆芝加哥城市的球隊所獲得。1909年，球隊的資深捕手Johnny Kling離開球隊變為職業撞球選手。有些歷史學家認為，缺乏Kling的小熊隊，將無法獲得冠軍，這一年球季結束以後，小熊隊以第二名結束比賽，和第一名有6.5場的勝場差。1910年Kling重新回到球隊，而小熊也順利再度獲得冠軍，不過卻在世界大賽輸給費城運動家。
1914年，小熊隊開始建造新的球場，2年後完工，並命名為Weeghman公園。
1918年，小熊獲得國聯冠軍，但在世界大賽以2:4不敵美聯冠軍波士頓紅襪。

### 1929年－1938年：每三年一個國聯冠軍

舊標誌 1927 - 1936

1921年，箭牌公司的老闆William Wrigley, Jr.買下Weeghman的股票，1925年買下Lasker的股票，成為小熊的新老闆，之後將主場改名為箭牌球場。在這時期小熊培養了一些棒球名人堂的選手，如：Hack Wilson、Gabby Hartnett和Rogers Hornsby，使小熊在這10年內，是個有競爭力的球隊。1929年小熊贏得國聯冠軍，從這一年開始，每三年小熊就會贏得國聯冠軍，包括1932年、1935年和1938年，不過這幾個成功的球季，卻沒有讓小熊獲得世界大賽的冠軍。
1929年世界大賽，小熊以1:4不敵費城運動家。1932年世界大賽，第三戰出現「貝比·魯斯的全壘打預告」（Babe Ruth's Called Shot）傳說，小熊被洋基直落4橫掃。1935年9月，小熊打出連續贏21場的記錄，但在該年的世界大賽以2勝4敗掉冠軍。1938年球季，最後的一場比賽，也是一個關鍵比賽，在主場面對匹茲堡海盜，最後Hartnett擊出再見全壘打，幫助小熊獲得冠軍和1938年世界大賽門票，但因用痠痛的手臂支撐了小熊一整年的投手Dizzy Dean在系列戰中氣力用盡，再度慘遭洋基直落四橫掃。
1939年，雙比爾double-Bills（Wrigley and Veeck）兩個人都過世，而William Wrigley, Jr.的兒子P.K. Wrigley經營球隊無法像他的爸爸一樣成功，使小熊在接下來的幾年裡，成績變得很平傭。

### 1945年：山羊魔咒
1945年，為第二次世界大戰最後一年，小熊在這一年以98勝56敗獲得好幾年未得的國聯冠軍，而在世界大賽要面對的對手為底特律老虎。前三場比賽小熊以2勝1敗獲得優勢領先，而第四戰發生史上著名的山羊魔咒，魔咒起源於一名希臘僑民比利·塞尼斯（Billy Sianis），他在球場附近有著一家小酒館 (也就是現在有名的比利山羊酒館)，同時他也是小熊的忠實球迷。當時在第四戰，比利花錢為自己和他的山羊墨菲（Murphy）買了兩張票進場，一同為小熊加油並且奚落對手老虎，結果被保全阻擋。根據比利家人的說法，比利向當時小熊球團老闆瑞格利申訴未果、反遭言語激怒，比利遂下詛咒小熊進不了世界大賽。
隔年1946年，小熊雖然有五成以上的勝率，但只獲得第3名，而無法進入季後賽，在接下來的20年裡面，小熊成為國家聯盟裡面的爛隊，名次都在後面幾名，從1947年到1967年裡，只有3年的勝率有達到五成，而1945年關鍵球員Phil Cavarretta，身兼球隊的內野手和總經理，在1954年春訓以後，承認小熊非他心目中可以擠進前5名的球隊。而游擊手Ernie Banks成為小熊接下來10年裡，表現最佳的球員，但在隊上缺乏好手的情況下，加上球隊老闆沒有認真的經營球隊，使小熊一直沒有辦法有好的成績表現。

### 1969年：黑貓詛咒降臨，山羊魔咒再現
1960年代後期，小熊補進三壘手Ron Santo、投手Ferguson Jenkins和外野手Billy Williams，之後在1966年小熊輸掉隊史記錄的103場比賽，隔年開始小熊1967年和1968年連續兩年有連勝的成績，使這兩年的勝率達到五成以上，這是過去20年的第一次。
1969年，大聯盟的比賽開始有重大的規則，兩個聯盟分成東西兩區，小熊當時為國聯東區球隊。在這一年小熊隊打出好成績，並以第一名成績穩定的領先其他球隊。8月19日小熊投手Ken Holtzman投出無安打比賽，在此時小熊領先第二名的紐約大都會8.5場的勝差，但是之後的比賽，小熊戰績突然變差，大都會趁機逆襲，最後的50場比賽裡面贏了39場，以100勝的成績把92勝70敗的小熊踢到分區第二名，無緣進入季後賽。許多迷信的球迷把1969年小熊崩潰的原因，歸咎於當小熊在大都會的主場謝亞球場比賽時，有球迷讓黑貓跑到球場上，而讓以前的詛咒再度出現（但事實上，那隻黑貓根本不叫墨菲，倒是當年的大都會，一口氣出現了2個墨菲-總經理叫Johnny Murphy，轉播員是Bob Murphy)。

### 1984年：山羊魔咒第3度發威
在經過將近40年沒有進入季後賽的球季，總經理Dallas Green在球季中期幫球隊獲得來自於克里夫蘭印地安人的王牌投手Rick Sutcliffe、Scott Sanderson、Dennis Eckersley、Ron Cey和國聯MVP的Ryne Sandberg，由上述選手組成的球隊，幫助小熊贏得聯盟最佳的96勝，並獲得國聯東區冠軍。
小熊在國聯冠軍戰碰上聖地牙哥教士，小熊在芝加哥連贏2場，取得聽牌優勢。但接下來到聖地牙哥Jack Murphy Stadium進行3連戰，小熊先是輸掉第三戰，第四戰9局上半打完雙方5：5平手，小熊於9局下推出他們今年賴以為重的終結者李·史密斯，首先三振第一位打者後，史密斯被此局第二位打者擊出安打，且接下來又被Steve Garvey打出再見2分砲，第五戰前6局結束小熊還以3：2領先，想不到7局下小熊投手Rick Sutcliffe（當年的賽揚獎得主）繼續登板投球，卻被被Leon Durham以一個平常的滾地球穿過他的腿，這個失誤讓教士打下4分，奠定勝基。最終教士以3:2完成大逆轉，闖進世界大賽。球季結束後二壘手Ryne Sandberg以200安（包含國聯最多的19支三壘安打）、19轟、84打點、32盜與.314的打擊率獲得國聯MVP，這也是隊史第五位獲得年度MVP的球員。
接下來小熊的四個球季，受到投手受傷的影響，沒有機會再度贏得季後賽。

### 1989年－1999年
1989年球季小熊總教練Don Zimmer以有經驗的選手Ryne Sandberg、Rick Sutcliffe和安德烈·道森，年輕的球員Mark Grace、Shawon Dunston、葛瑞格·麥達克斯和第一年上到大聯盟的Jerome Walton組成中心球員。在這樣的策略下小熊以93勝贏得分區冠軍進入季後賽，在國聯冠軍賽的對手為舊金山巨人。前兩場比賽雙方以1：1平手，之後的比賽小熊因牛棚崩盤加上總教練犯下錯誤，使小熊連輸三場被淘汰。
1990年－1991年小熊的戰績分別只有77勝85敗與77勝83敗，都在分區排名第四，不過1990年時Ryne Sandberg單季擊出40支全壘打，不但是該年全壘打王，亦是史上第三位擊出單季40轟的二壘手。
1992年戰績還是不好，只有78勝84敗。葛瑞格·麥達克斯在這年投出20勝、負擔268局都是國聯最多，他也榮獲生涯第一座賽揚獎，為隊史第4人，所以球季結束後小熊原本想以2850萬美金的延長合約留住麥達克斯，但並沒有成功。
1993年小熊的勝率回到五成，但84勝78敗的戰績在分區卻僅排名第四，無緣衝擊季後賽。1994年小熊的戰績又變得很糟糕，因為大罷工的影響，他們以49勝64負提前結束球季，在分區排名第五。1995年戰績又重回五成，73勝71敗在分區排名第三。1996年戰績再次下滑，76勝86敗在分區排名第四，1997年戰績更只有68勝94敗，在分區排名第五，球季結束後Ryne Sandberg也宣告退休，總計他生涯16年都待在小熊，一共擊出2386支安打、282轟、1061打點、344盜與留下.285的生涯打擊率。
1998年對小熊甚至是整個大聯盟都是特別不一樣的一年，因為薩米·索薩與世仇紅雀的馬克·麥奎爾開始在這年展開歷史上著名的全壘打大賽。索薩最後擊出66轟，麥奎爾則是創下當時新紀錄的70轟，兩人都雙雙打破洋基隊的Roger Maris在1961年創下的單季61轟，成為歷史新紀錄（2001年時已被舊金山巨人的貝瑞·邦茲以73轟打破）。而兩人的全壘打競逐也挽救了大聯盟自大罷工以來低迷的票房，在棒球的發展史上有著舉足輕重的影響力。而索薩的好表現也帶領小熊拿下90勝73敗，並以外卡資格進入季後賽，對手為亞特蘭大勇士。最後小熊被直落三橫掃，在這三場比賽裡面，總得分只獲得4分。而這年索薩因為帶領小熊重返季後賽，在季後得到了年度MVP的肯定。凱瑞·伍德則在季中對太空人投出一場九局20K的一安打完封勝，成為繼羅傑·克萊門斯之後第二位單場20K的投手
1999年小熊的戰績跌到67勝95敗，在分區直接墊底。不過索薩與麥奎爾的全壘打競賽在這年持續上演，最後麥奎爾技高一籌，以65支小勝索薩的63支，連續兩年贏得全壘打王頭銜。

### 2000年－2002年
進入千禧年的第一年小熊表現還是很差，65勝97敗讓他們連續兩年墊底，不過薩米·索薩創在一項了不起的成就－連續三年都擊出50支以上的全壘打，成為史上第一人。2001年小熊以88勝74負的戰績重回5成勝率，但只分區只能排名第三，無緣季後賽。索薩這年又擊出64轟，且160分打點為國聯最高，而他連續四年達成單季50轟，目前為止為無人能破的紀錄。2002年戰績則是又再次下滑，67勝95敗在分區僅排名第五。

### 2003年：只缺5個出局數，山羊魔咒第4度發威
這年小熊雇用Dusty Baker當球隊的總教練，另外還從海盜隊交易來明星外野手Kenny Lofton和三壘手阿拉米斯·拉米瑞茲（ Aramis Ramírez）。這年新人投手馬克·普萊爾（Mark Prior）投出王牌身手，16勝、211.1局內送出245K，防禦率僅2.43。在新教練與一票強力陣容的帶領之下，小熊以88勝74負的戰績獲得睽違14年的分區冠軍。在國家聯盟分區賽第一輪對上勇士，雙方前四戰以2勝2敗平手，第5戰前兩局小熊就率先拿下2分，加下小熊投手凱瑞·伍德壓制斧頭幫打線，勇士整場比賽才得1分，最後小熊順利的以5：1勝出，也贏得至從1908年以來的季後賽系列賽。
在國家聯盟冠軍賽，小熊對上國聯外卡佛羅里達馬林魚，前五場比賽小熊以3勝2敗獲得優勢。第6戰回到芝加哥，前7局打完小熊3:0領先。只要再5個出局數，即可進入睽違許多年的世界大賽，但卻發生了史蒂夫·巴特曼事件。
8局上半，場上投球的是只被擊出3支安打且一分未失的小熊投手馬克·普萊爾，而打者是馬林魚的Luis Castillo，一出局，二壘有跑者Juan Pierre。當時史蒂夫坐在內野左側角落，很靠近牛棚。Castillo打出一個很不營養剛好要落入觀眾席的界外飛球，左外野手Moises Alou衝過去並伸長手臂想要撈這顆球，而史蒂夫就在Alou要接到的瞬間竟然把球撥掉，Alou氣得把手套摔在地上並朝著史蒂夫大聲咆哮。小熊馬上跟裁判爭取這是干擾守備（Interference），但裁判Mike Everitt不認同，Castillo可以繼續打擊，而接下來死裡逃生的馬林魚單局得到了8分，其中6分是非自責分，小熊反以3：8落敗，隔天晚上的第七戰，小熊投手伍德被馬林魚打爆，只能看著馬林魚成為2003年國聯冠軍；馬林魚接下來以4勝2負打敗紐約洋基，贏得世界大賽。賽後大家認為這是受到山羊魔咒發威的影響。

### 2004年－2005年
2004年小熊找回了過去在球隊效力的名投－葛瑞格·麥達克斯，他在8月7日這天對道奇隊達成生涯300勝。這年小熊團隊有多達4人都擊出30支以上的全壘打（分別是Derrek Lee、Moises Alou、阿拉米斯·拉米瑞茲與薩米·索薩），然而89勝73敗的戰績雖然較去年進步，卻還是只能在分區排名第三，無緣晉級季後賽。
2005年季初小熊將明星級的索薩交易到金鶯，換回Dave Crouthers、Mike Fontenot與小傑瑞·赫爾斯頓，這等同宣告球隊將進入重建。這年的戰績來到79勝83負，在分區排名第四。

### 2006年－2008年：連兩年分區冠軍

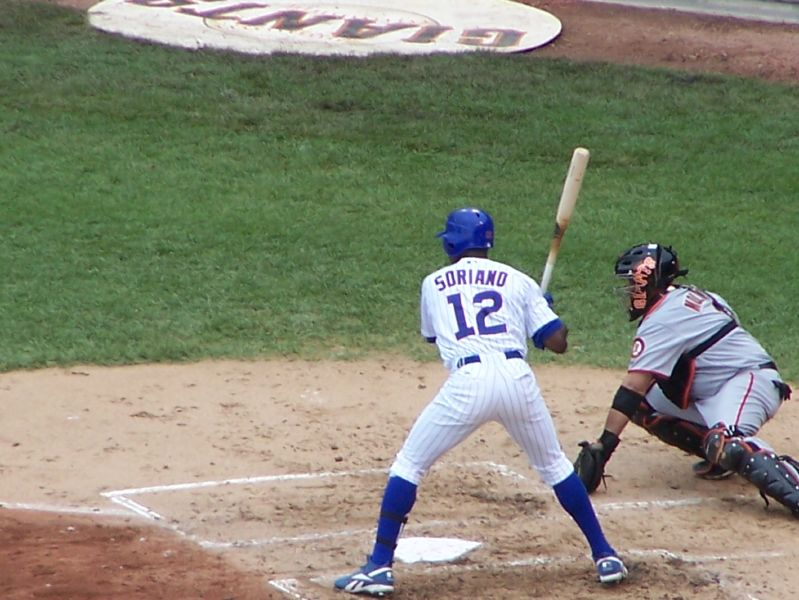
2007年於小熊打擊的阿方索·索利安諾。

2006年，小熊為一個失敗的球季，只獲得66勝。季中他們還把麥達克斯交易到道奇，換來Cesar Izturis。
球季結束以後小熊和阿方索·索利安諾（Alfonso Soriano）簽下8年1.36億美金的合約，為小熊歷史最大的合約，並且任命火爆個性的資深教練盧·皮涅拉，取代不受歡迎的Dusty Baker。
不過2007年，開季小熊是在艱難中起步，包括Michael Barrett和卡洛斯·桑布拉諾的打架事件，不過小熊最後還是克服困難，在最後的幾場比賽以85勝77敗贏過密爾瓦基釀酒人，拿下國聯中區冠軍。在分區系列賽，小熊的對手是亞利桑那響尾蛇，其中先發投手的調度引發了爭議，桑布拉諾被指定在系列賽第1場先發主投，投完6局時，他的用球數僅85球，卻出人意料地被替換下場，最後小熊就被以1：3輸掉第1戰。總教練皮涅拉在賽後說明，他希望保留桑布拉諾在第4場面對響尾蛇王牌Brandon Webb，但小熊最終被響尾蛇以直落三淘汰。
2008年，小熊在球季開始前三個月，小熊有幾個不成功的交易，例如和日本職棒中日龍福留孝介的簽約，最後證明是失敗的。在2008年4月的時候，小熊獲得球隊記錄的10000勝。在球季初期Reed Johnson和Jim Edmonds的加入，加上在7月初和運動家交易Rich Harden，讓小熊在明星賽前有國聯最佳的戰績，當年明星賽小熊有8位選手獲選進入，包括捕手Geovany Soto（該年獲得國聯美國職棒大聯盟年度最佳新人獎）。這年小熊以98勝64敗的成績成功地衛冕國聯中區冠軍，這也是球隊至從1906年－1908年以來，再度的連續兩年進入季後賽。然而，小熊在NLDS被洛杉磯道奇直落3橫掃。這三場比賽，小熊只得到6分，遠不如對手的20分，其中還發生幾個關鍵的失誤，球季便在大家的驚訝之下結束。
而2008年的另一個亮點就是卡洛斯·桑布拉諾在9月14日時對太空人投出了一場無安打比賽。

### 2009年－2013年
2009年，小熊的戰績開始下滑，這年的戰績退步到83勝78敗，落後第一名的紅雀隊7.5場勝差。
2010年，戰績再次跌到五成以下，75勝87敗在分區排名第五。季中小熊也展開重建，他們將明星一壘手Derrek Lee交易到海盜，換回Jeffrey Lorick、Robinson Lopez與Tyrelle Harris。
2011年，戰績為71勝91敗，連續兩年排名第五。本季最大的亮點就是游擊手史達林·卡斯楚（Starlin Castro）擊出207支安打，榮獲國聯安打王。
2012年，陣中的名投凱瑞·伍德（Kerry Wood）在5月19日的風城大戰中對白襪的Dayan Viciedo投出三振後宣告退休。小熊隊在731前將萊恩·丹普斯特（Ryan Dempster）交易到遊騎兵隊，換回Christian Villanueva與未來的固定輪值凱爾·漢崔克斯（Kyle Hendricks）。這年的戰績又下滑到61勝101敗，若不是同區的太空人隊吞下更多的107敗，小熊將成為分區爐主，而這也是球隊進入21世紀以來最差的戰績。
2013年，小熊隊簽下了在日本職棒阪神虎累積220次救援成功的強力終結者藤川球兒，然而這個補強並沒有幫助到小熊，藤川在出賽12場之後就因傷整季報銷。沒有起色的戰績又促使小熊在本季將明星球員交易出去，例如在731大限前將投手馬特·加爾薩（Matt Garza）交易到遊騎兵，換回Mike Olt、Justin Grimm、C. J. Edwards與Neil Ramirez。再將阿方索·索利安諾（Alfonso Soriano）交易回前東家洋基，換回Corey Black。球季結束後戰績為66勝96敗，在分區排名墊底。

### 2014年：破除田中將大不敗神話
本季小熊隊的戰績為73勝89敗，再次於分區墊底。但是陣中的兩位球員安東尼·瑞佐與傑克·艾瑞亞特都在這年開始預告他們未來將會不俗的成績－瑞佐整季擊出32轟、78打點與.286的打擊率，阿瑞塔投出10勝5敗，防禦率僅2.53，是近年來小熊輪值中最好的表現。
5月21日，在洋基作客小熊主場的比賽中，因芝加哥天候不佳，3局開始打雷、下雨，3局下更是大雨直落，連打者都不慎滑倒，投手丘也泥濘不堪，比賽被迫暫停、整理場地。比賽恢復進行後，洋基投手田中將大控球開始不穩，被敲兩安先失1分，4局再被擊出兩安掉分，小熊6局發動攻勢，兩支安打加守備失誤，又攻回兩分。終場小熊以6：1贏球，也終結田中將大自2012年起連續42場先發不敗、34連勝的紀錄。小熊在4月17日首度對決田中，8局只擊出兩支安打、被三振10次、沒有得到任何分數，但再次碰頭卻破除田中將大的不敗神話。賽後小熊捕手約翰·貝克（John Baker）貝克開玩笑說，「我們真的做到了。我和隊友都在開玩笑說，現在弗洛伊德·梅威瑟（Floyd Mayweather, Jr.）都可能會輸了。我們擊敗了棒球界的梅偉瑟！」（因為梅偉瑟在生涯的47場拳賽中從未輸過。）

### 2015年：山羊魔咒第5度發威，回不到的未來
在1989年電影《回到未來II》中曾提及小熊將於2015年得到世界大賽冠軍，受到球迷與電影文化的鼓吹，小熊決定在這年展開睽違的大補強。
新球季聘請了前坦帕灣光芒的名教頭喬·梅登（Joe Maddon）來當總教練，並從自由市場上簽下大投手喬恩·萊斯特（Jon Lester）、Jason Hammel與後援投手Jason Motte；將Jeferson Mejia與Zack Godley交易到響尾蛇隊，換來強打捕手米格爾·蒙特羅（Miguel Montero）。1月份時小熊將Luis Valbuena與Dan Straily交易到太空人，換回明星外野手Dexter Fowler。
在新球員及不少潛力新秀的帶領下，小熊展開了令人期待的新球季。季中雖然一度表現的跌跌撞撞，但在超級新人克里斯·布萊恩（Kris Bryant）與強投傑克·艾瑞亞特的帶領下，小熊打出了全聯盟第三名的優異戰績，但這年的國聯中區競爭相當激烈，第一名的紅雀戰績就有100勝，是全大聯盟最佳，而緊追在後的海盜戰績也是全聯盟第二的98勝，這使得小熊就算擁有全大聯盟第三多的97勝，還是只能在國聯中區排行第三，所以季末小熊是以外卡資格進入季後賽，這也是球隊繼2008年後再次重返季後賽。
在外卡驟死賽中，小熊派出國聯勝投王艾瑞亞特迎戰海盜，最後艾瑞亞特完投9局無失分，並送出11次三振，帶領小熊以4:0完封海盜，順利挺進到國聯分區賽。
在分區系列賽裡小熊遭遇的是世仇紅雀，雖然輸掉第一場比賽，但後來小熊連下三城淘汰紅雀，其中第三戰還單場出現5支全壘打，整個系列戰團隊共擊出9支全壘打，把紅雀隊打得暈頭轉向。小熊繼2003年後又再次進入國聯冠軍戰。
但在國聯冠軍戰，小熊的打線被大都會投手壓制，平均每場只得2分，加上大都會的二壘手丹尼爾·墨菲（Daniel Murphy）每戰皆轟出全壘打，在「回到未來日」當天被直落四橫掃結束球季。巧合的是，這個粉碎小熊挺進世界大賽的丹尼爾·墨菲剛好也與山羊魔咒的墨菲同姓，這也不禁令人聯想到魔咒又再次發威。
傑克·艾瑞亞特在這年投出國聯最多的22勝，負擔229局投出236次三振，防禦率僅1.77，他在8月30日時還對道奇隊投出無安打比賽，這樣的優異表現讓他獲得了賽揚獎的殊榮，是隊史自1992年葛瑞格·麥達克斯（Greg Maddux）後再有獲得賽揚獎的投手，同時也是隊史第5人。超級新人克里斯·布萊恩（Kris Bryant）在生涯首年就擊出26轟、99分打點，雖然吞下國聯最多的199次三振，不過還是贏得該年的新人王。

### 2016年：睽違108年的世界大賽冠軍 · 山羊魔咒終結

2016年，睽違108年再度奪下世界大賽冠軍。

雖然沒能如電影預言中如期拿下世界大賽冠軍，但此時的小熊無論戰力與經驗都顯得相當有競爭力。在開季前除了找來堪薩斯皇家奪冠班底，同時也是喬·梅登在光芒時期的子弟兵本·佐布里斯特，另外還找來去年都在世仇紅雀效力的約翰·雷基與外野手傑森·海沃德。而原本的明星游擊手史達林·卡斯楚被交易到洋基，這也讓新人Addison Russell獲得更多出賽機會。
球季開打後，雖然主力打者Kyle Schwarber整季報銷（直到世界大賽才回來），但小熊在分區一路保持領先。
傑克·艾瑞亞特在4月21日面對紅人投出生涯第二場無安打比賽。
在交易截止期限前，小熊將葛雷伯·托雷斯、Billy McKinney、亞當·沃倫與Rashad Crawford交易到洋基，換來古巴火球男阿羅魯迪斯·查普曼，使得牛棚更加鞏固。小熊最後以103勝58敗的佳績拿下分區冠軍，連續兩年挑戰破除山羊魔咒，這同時也是全大聯盟最好的戰績。
在分區系列賽遭遇的是「偶數年驚奇」的舊金山巨人。第一戰靠著Javier Baez在八局下的陽春全壘打得到寶貴的一分，以1：0完封巨人旗開得勝。第二戰在中繼投手Travis Wood開轟的加持下小熊又以5：2擊敗巨人聽牌。第三戰雖然傑克·艾瑞亞特對麥迪森·邦加納擊出三分砲，但之後接手的查普曼卻救援失敗，克里斯·布萊恩雖在九上擊出兩分砲追平，小熊還是在延長賽時敗北。第四戰小熊在九上還以2：5落後，但巨人終結者Hunter Strickland卻失手，小熊以一波連續安打的猛攻逆轉比數，最後以6：5逆轉並淘汰巨人，連兩年挺進國聯冠軍賽。
在國聯冠軍戰小熊以4：2擊退洛杉磯道奇，繼1945年之後再度挺進世界大賽，對手為在該年季後賽7勝1敗的克里夫蘭印地安人。小熊一度面臨1勝3敗遭對手聽牌的窘境，但隨後急拉尾盤，並成功挺進到關鍵的第七戰。在十局上半小熊靠著本·佐布里斯特（Ben Zobrist）的致勝安打打下超前分，以8:7擊敗印地安人，拿下睽違108年的世界大賽冠軍，終結長達71年的山羊魔咒，佐布里斯特也因為這支致勝安打獲選MVP。
這年克里斯·布萊恩在生涯第二個球季就馬上展現不凡的身手－39轟、102分打點與.292的打擊率，讓他獲得國聯年度最有價值球員。投手凱爾·漢崔克斯雖然球速不快，但靠著精準的控球整季投出16勝，防禦率2.13同時亦是國聯最佳。
小熊在奪冠之後原本有球迷計畫要邀請2003年史蒂夫·巴特曼事件中的主角參加芝加哥的封王遊行，不過巴特曼本人透過發言人表示，不想因為自己的出現而讓遊行失去焦點，於是這個計劃後來也作罷。

### 2017年：衛冕失利
小熊預料到無法留住阿羅魯迪斯·查普曼後，選擇用潛力外野手Jorge Soler為代價，向皇家隊交易來新任終結者韋德·戴維斯（Wade Davis）。
而去年才終結冠軍荒的小熊，本季在分區一直與釀酒人和紅雀呈現激烈的競逐狀態，於是731大限前球隊用Jeimer Candelario與Isaac Paredes向老虎隊交易來捕手Alex Avila，再用Eloy Jiménez、Dylan Cease、Matt Rose與Bryant Flete向白襪交易來左投手荷西·金塔納（José Quintana），這些補強在球季後段開始幫助小熊逐漸拉開與釀酒人間的差距，最後小熊在紅雀主場完成國聯中區2連霸，這年的戰績為92勝70負，以第3種子之姿在分區系列賽碰上華盛頓國民。
而本季小熊團隊共有6位球員都擊出20發以上的全壘打，其中有5人年齡都不到25歲，是大聯盟史上首見的紀錄（他們分別是：安東尼·瑞佐、克里斯·布萊恩、Wilson Contreras、Kyle Schwarber、Javier Baez與Ian Happ）。最後小熊在驚滔駭浪中以3:2淘汰國民，連續2年在國聯冠軍戰和洛杉磯道奇交手。
然而到了國聯冠軍戰，小熊的投手環節（尤其是牛棚）被道奇徹底比下去，打擊更是窮得只剩全壘打，5場比賽，6位選手，總共7轟，打回8分，最後1:4不敵道奇，衛冕夢碎。

### 2018年：加賽失利，飲恨外卡
小熊在季前放走大功臣傑克·艾瑞亞特，改簽達比修有的決定，讓小熊迷度感到失望，因為達比修有在來到球隊的第一個賽季幾乎無所貢獻，反觀被費城人撿走的前者王牌光環仍在，若不是小熊本身陣容堅強，這筆交易恐怕就不只是笑柄了。而除了達比修有，小熊有鑑於2017年季後賽因投手戰力不足而失利，還從自由市場上簽下了Drew Smyly、Steve Cishek、Tyler Chatwood與Brandon Morrow等明星投手來大補強。
本季國聯中區一直呈現小熊與釀酒人戰績互咬的情形，於是731大限前球隊用Eddie Butler、Rollie Lacy等球員為代價，從遊騎兵交易來左投科爾·漢梅爾斯補強先發輪值，另外也抓準國民隊清倉，把3年前在季後賽轟垮他們的「山羊先生」丹尼爾·墨菲也換過來。
9月26日，靠著釀酒人以2比1擊敗紅雀後，小熊確定將與釀酒人一起晉級季後賽。雖然小熊在主場的例行賽最終戰拿下95勝67敗，但由於另一場的釀酒人也贏球，因此小熊若要完成分區3連霸，還得接受釀酒人前來踢館的加賽挑戰。最終小熊在主場1：3不敵釀酒人，必須與洛磯打外卡。在經過13局的惡鬥後，小熊以1：2不敵落磯，以全國聯第2的戰績含恨提前放寒假。

### 2019年
小熊於國聯中區苦苦追趕紅雀，但主場系列賽四戰，戲劇性地都以一分之差遭到紅雀橫掃，無緣在分區登頂封王。
9月25日，由於釀酒人在客場以9：2大勝紅人，代表小熊和大都會無緣季後賽。
9月30日，芝加哥小熊決定和喬·梅登分道揚鑣。

### 2020年
10月24日，芝加哥小熊決定由前捕手大衛·羅斯接掌兵符，簽下3年合約接替喬·梅登。
背水一戰的小熊隊今（3）日推出日籍投手達比修有掛帥先發，迎戰已取得1勝聽牌的馬林魚。打擊不振的小熊錯過第4、5局的得分良機，達比修有則在7局上失手，單局被擊出3支安打，包括古柏的陽春全壘打，總共失掉2分。終場小熊就以0比2敗給馬林魚，2連敗結束賽季。

### 2023年
11月6日，芝加哥小熊決定由前密爾瓦基釀酒人總教練克雷格·康塞爾接掌兵符，簽下5年超過4000接替大衛·羅斯

## 棒球名人堂選手
- 格羅佛·克里夫蘭·亞歷山大
- Cap Anson
- 瑞奇·艾許伯恩
- 厄尼·班克斯
- 羅傑·布瑞斯納罕
- 盧·布羅克
- 摩德凱·布朗
- Frank Chance
- John Clarkson
- Kiki Cuyler
- 迪齊·汀恩
- Hugh Duffy
- 丹尼斯·艾克斯利
- 強尼·艾佛斯
- 吉米·法克斯
- Clark Griffith
- Burleigh Grimes
- 蓋比·哈特奈特

- 比利·赫曼
- 羅傑·霍斯比
- 蒙提·厄文
- 費格森·簡金斯
- George Kelly
- King Kelly
- 拉爾夫·基納
- 查克·克萊因
- 湯尼·拉澤里
- Freddie Lindstrom
- 瑞比·馬蘭維爾
- 羅賓·羅伯茲
- 羅恩·桑托
- 艾爾·斯伯丁
- 喬·汀克
- 魯布·瓦德爾
- Hoyt Wilhelm
- 比利·威廉斯
- 哈克·威爾森

- Ryne Sandberg
- 葛瑞格·麥達克斯

## 退休號碼
| 羅恩·桑托 三壘手 2003.09.28 | 厄尼·班克斯 游擊手、一壘手 1982.08.22 | 雷恩·山伯格 二壘手 2005.08.28 | 比利·威廉斯 外野手 1987.08.13 | 費格遜·詹金斯 投手 2009.05.03 | 葛瑞格·麥達克斯 投手 2009.05.03 | 傑基·羅賓森 大聯盟共同保留背號 1997.04.15 |

## 附屬小聯盟球隊
- 3A: 愛荷華小熊 - 3A東區
- 2A：田納西煙山（英语：Tennessee Smokies） - 2A南區
- 高階1A：南灣小熊（英语：South Bend Cubs） - 高階1A中區
- 低階1A：香桃木海灘鵜鶘（英语：Myrtle Beach Pelicans） - 低階1A東區
- 新人聯盟：ACL小熊（英语：Arizona Complex League Cubs） - 亞利桑那基地聯盟（英语：Arizona Complex League）
- 海外新人聯盟：DSL小熊（英语：Dominican Summer League Cubs） - 多明尼加夏季聯盟（英语：Dominican Summer League）